# فال يونغ
فال يونغ (بالإنجليزية: Val Young)‏ هي مغنية أمريكية، ولدت في 13 يونيو 1958 في ديترويت في الولايات المتحدة.

## وصلات خارجية
- الموقع الرسمي
- فال يونغ على موقع ميوزك برينز (الإنجليزية)
- فال يونغ على موقع أول ميوزيك (الإنجليزية)
- فال يونغ على موقع ديسكوغز (الإنجليزية)